# Ortigosa de Pestaño
Ortigosa de Pestaño er en by og kommune i det centrale Spanien i provinsen Segovia. Den har et indbyggertal på 53 (2024) indbyggere.